# خوسيه راموس دلغادو
خوسيه راموس دلغادو (بالإسبانية: José Ramos Delgado)‏ (مواليد 25 أغسطس 1935) هو لاعب كرة قدم. لعب مع منتخب الأرجنتين لكرة القدم. سبق له أن لعب في كأس العالم لكرة القدم مع منتخب بلاده.

## روابط خارجية
- خوسيه راموس دلغادو على موقع الاتحاد الدولي (مؤرشف)  (الإنجليزية)
- خوسيه راموس دلغادو على موقع قاعدة بيانات كرة القدم.إي يو (الإنجليزية)
- خوسيه راموس دلغادو على موقع ناشيونال فوتبول تيمز (الإنجليزية)
- خوسيه راموس دلغادو على موقع Soccerway.com (الإنجليزية)
- خوسيه راموس دلغادو على موقع عالم كرة القدم.نت (الإنجليزية)